# 嗜热产氢菌属
嗜热产氢菌属為真细菌目共养单胞菌科的一属革兰氏阴性的杆菌。栖息于工业酵母的生物制品中。此属的模式种也是唯一种为可利市嗜热产氢菌(Thermohydrogenium kirishiense)。

## 下属物种
- 可利市嗜热产氢菌 Thermohydrogenium kirishiense Zacharova et al. 1996